# Персональный искусственный интеллект
Персональный искусственный интеллект (Персональный ИИ или ПИИ, англ. Personal AI или PAI) — программный агент, который знает всё о своем владельце человеке и действует только в его интересах. Является развитием концепции виртуального ассистента.

## Описание
Персональный ИИ предоставляет ряд уникальных возможностей, которые делают его отличным помощником и инструментом для владельца:
- Понимание владельца: Персональный ИИ обладает глубоким пониманием мышления своего владельца, его модели мира и используемого языка для описания мира.
- Поиск и предоставление информации: Персональный ИИ способен искать, предоставлять информацию и выполнять задания владельца на его языке, полностью в соответствии с контекстом его жизни и текущей ситуации.
- Поиск ресурсов: Персональный ИИ может находить и предоставлять любые необходимые в контексте ресурсы — информацию, людей, других ассистентов, услуги, продукты и т. д.
- Синхронный перевод: Персональный ИИ способен осуществлять синхронный перевод с любых других языков, как иностранных, так и мировоззренческих, на язык владельца.
- Обучение и наставничество: Персональный ИИ может служить универсальным учителем, тьютором, ментором или коучем, обеспечивая обучение и наставничество в различных областях.

Такой ассистент не ограничен обслуживанием отдельных людей и может представлять группу людей, компанию или любую другую организацию.

## Технология
В основе работы Персонального ИИ лежат большие языковые модели (Large Language Models, LLM), которые представляют собой глубокие нейронные сети, способные обрабатывать и генерировать текст на естественном языке. Эти модели обучаются на больших объёмах текстовых данных и могут выдавать содержательные и связные ответы на вопросы, заданные на естественном языке.

## Перспективы
Персональный ИИ открывает широкие перспективы для создания более персонализированных и эффективных цифровых помощников. Он обещает значительные преимущества в области повышения продуктивности, удобства и эффективности взаимодействия с технологией. В то же время, разработка и внедрение Персонального ИИ ставит перед нами ряд этических и приватности вопросов, которые требуют дальнейшего изучения и обсуждения.
Соучредитель компании Microsoft Билл Гейтс прогнозирует, что технология Персонально ИИ радикально изменит поведение пользователей в сети.
«Вы никогда больше не зайдете на сайт поиска, вы никогда не зайдете на сайт продуктивности, вы никогда больше не зайдете на Amazon», — сказал он, описывая потенциальных виртуальных ассистентов.

## История и эволюция
Персональный ИИ вырос из концепции виртуального ассистента — программного агента, который может выполнять задачи или сервисы для пользователя на основе введенной информации, данных о его местонахождении, а также информации, полученной из различных интернет-ресурсов. Примерами такого рода агентов являются программы Siri, Google Assistant, Amazon Alexa, Microsoft Cortana и другие.
Виртуальные ассистенты могут выполнять множество задач, включая управление умным домом, предоставление информации о погоде, и другие1. Однако, они обычно ограничены выполнением конкретных, разовых задач, заданных голосовой инструкцией пользователя.
Персональный ИИ, в свою очередь, представляет собой естественное развитие этой концепции, расширяя возможности виртуального ассистента и предоставляя более глубокую и интегрированную поддержку пользователю. В отличие от традиционного виртуального ассистента, Персональный ИИ способен обучаться и развиваться вместе с пользователем, приспосабливаясь к его уникальному стилю общения, предпочтениям и повседневной жизни.

## Приватность данных
Одной из ключевых проблем, связанных с использованием персонального искусственного интеллекта, является приватность данных. Персональный ИИ, по своей природе, должен обрабатывать и хранить большие объёмы личной информации пользователя, чтобы эффективно выполнять свои функции. Это включает в себя знание предпочтений пользователя, его поведения, интересов, общения и многих других персональных деталей. Следовательно, защита этих данных становится первостепенным вопросом при разработке и использовании такого типа технологии.
Полная приватность может быть обеспечена несколькими способами. Один из них — это работа нейронных сетей локально на личных устройствах пользователей. Это означает, что вся обработка данных происходит на устройстве пользователя и не передается в облако или другие внешние серверы, что уменьшает риск утечки или неправомерного использования данных.
Ещё один подход заключается в использовании технологий, таких как Машинное обучение с нулевым разглашением (Zero-knowledge Machine Learning) и Полностью гомоморфное шифрование (Fully Homomorphic Encryption). Машинное обучение с нулевым разглашением позволяет проводить обучение на данных, не раскрывая содержания этих данных. Полностью гомоморфное шифрование же позволяет проводить вычисления над зашифрованными данными без их расшифровки, что обеспечивает дополнительный уровень защиты. Эти технологии позволяют нейронным сетям размещенным в облаках обрабатывать персональные данные пользователей без их расшифровки.
Однако, несмотря на эти меры, вопросы приватности остаются открытыми, и требуют дальнейшего изучения и обсуждения.

## Риски
Персональный искусственный интеллект, показывающий высокую эффективность в своей работе, может неявно подталкивать к изоляции пользователя. Это происходит потому, что ПАИ становится основным каналом общения, что уменьшает необходимость в прямых контактах с другими людьми.
Особый риск связан с языковым обучением. ПАИ, способный понимать и переводить любой язык, может уменьшить необходимость изучать иностранные языки и даже совершенствовать навыки владения родным языком. Пользователь может полагаться на ПАИ для общения, что может привести к утрате навыков языка.
Другой серьёзный риск связан с возможностью оказаться в «информационном пузыре», созданном ПАИ. Этот термин обозначает ситуацию, когда пользователь получает информацию только из ограниченного набора источников, выбранных на основе его предпочтений, что может привести к узкому взгляду на мир. В контексте ПАИ это может означать, что пользователь становится зависимым от его ПАИ и может испытывать трудности в общении без его помощи.